# Bernd Schulz (marchand d'art)
 (novembre 2024).
Pour les articles homonymes, voir Bernd Schulz.
Bernd Schulz est né le 18 février 1944 à Berlin. Il grandit à Krefeld où il réside jusqu'en 1958. Après son baccalauréat, il s'engage dans la carrière d'officier de la Bundeswehr. Très tôt, il est attiré par l'Afrique. Au début, Schulz s'intéresse particulièrement à la nature et aux reptiles vivants et gére un zoo privé. Il se tourne ensuite vers la culture africaine. En 1998, il devient consul honoraire de la République du Mali.
Depuis 2005, il était le seul expert en art africain reconnu par l'État en Allemagne. Pendant de nombreuses années, il a tenu une galerie d'art africain à Kamp-Lintfort. De nombreuses personnalités comptaient parmi ses clients, notamment Reinhard Klimmt,. La qualité des objets vendus par Schulz a été critiquée dans ce contexte, notamment par le collectionneur Udo Horstmann. Schulz est décédé le 19 février 2020 de manière inattendue dans sa maison de Kamp-Lintfort.

## Publications (sélection)
- avec Reinhard Klimmt : Avec des animaux - par des animaux. L'art d'Afrique. Zoologisches Forschungsmuseum, Bonn 2007.
- avec Reinhard Klimmt : Les arts africains. Patrimoine culturel et présent. 2016.
- Afrique, Afrique, Afrique - 40 ans avec l'Afrique. 2004.
- Masques et têtes dans l'art africain. 2010
- L'Afrique de l'Ouest et son art. 2014
- avec Till Förster : L'art de la Communauté économique des États d'Afrique de l'Ouest CE-DEAO/CEDEAO. 2003.